# Metassoma

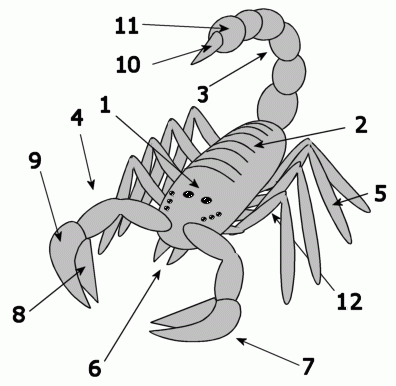
Anatomia do escorpião: 1 = prosoma; 2 = mesossoma; 3 = metassoma

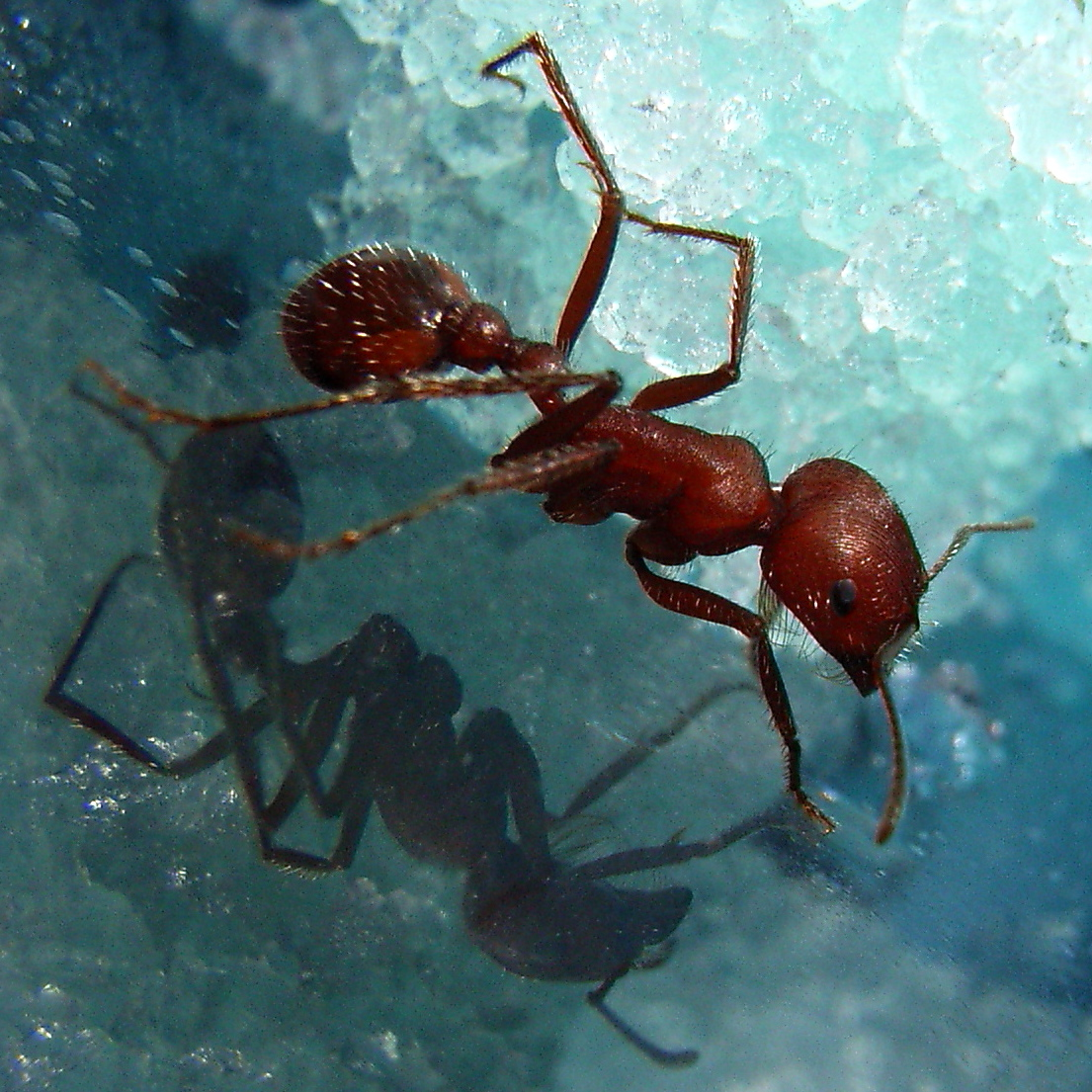
O metassoma é claramente visível nesta formiga: é a secção posterior, incluindo o pecíolo.

O metassoma é a parte posterior do corpo, ou tagma, dos artrópodes cujo corpo é composto por três partes, sendo as outras duas o prosoma e o mesossoma. Nos insetos, contém a maior parte do trato digestivo, do sistema respiratório e do sistema circulatório, e os segmentos apicais são tipicamente modificados para formar os órgãos genitais. Em alguns dos insetos mais primitivos (os Archaeognatha ), os segmentos metassomais têm pequenos apêndices articulados chamados "estiletes", que são frequentemente considerados vestigiais . Na maioria das ordens de insetos, existem também apêndices pré-apicais , chamados cercos, que podem ser multissegmentados e quase se assemelham a um par posterior de antenas ; estes podem ser modificados de várias formas ou perdidos por completo. Por outro lado, a maioria dos insetos adultos não possui apêndices no metassoma, embora muitos insetos larvais (por exemplo, lagartas ) possuam alguma forma de apêndices, como pata falsa ou, em insetos aquáticos, guelras.
Nos Hymenoptera apócritos (vespas, abelhas e formigas ), o metassoma é constituído no segundo segmento abdominal (que normalmente forma um pecíolo) e nos segmentos posteriores a ele, e é frequentemente chamado de gaster em vez de se referir a ele como "abdômen"; nestes insetos, o primeiro segmento abdominal é denominado propodeum e está fundido com o tórax . O metassoma é blindado com placas quitinosas na superfície superior pelos tergitos e na superfície inferior pelos esternitos.
Nos escorpiões, o metassoma é a cauda. Em outros quelicerados, como as aranhas, o mesossoma está fundido com o metassoma para formar o opistossoma.